# Clément Robyn
Clément Robyn, né à Gand le 9 janvier 1882 et mort en 1915, est un joueur de football international belge actif avant la Première Guerre mondiale. Il joue au poste de milieu de terrain pour le Daring Club de Bruxelles.

## Carrière
Clément Robyn fait ses débuts avec l'équipe première du Daring Club de Bruxelles en 1904. Il s'impose rapidement comme un élément important en milieu de terrain et à la fin de sa première saison, il est appelé une première fois en équipe nationale belge. Il joue durant cinq saisons pour le Daring, terminant vice-champion en 1909. Il décide ensuite d'arrêter le football et quitte le club.

## Statistiques
| Saison                | Club                  | Championnat           | Championnat | Championnat | Coupe(s) nationale(s) | Coupe(s) nationale(s) | Total | Total |
| Saison                | Club                  | Division              | M.          | B.          | M.                    | B.                    | M.    | B.    |
| 1904-1905             | Daring CB             | Division 1            | -           | -           | 0                     | 0                     | 0     | 0     |
| 1905-1906             | Daring CB             | Division 1            | -           | -           | 0                     | 0                     | 0     | 0     |
| 1906-1907             | Daring CB             | Division 1            | -           | -           | 0                     | 0                     | 0     | 0     |
| 1907-1908             | Daring CB             | Division 1            | -           | -           | 0                     | 0                     | 0     | 0     |
| 1908-1909             | Daring CB             | Division 1            | -           | -           | 0                     | 0                     | 0     | 0     |
| Total sur la carrière | Total sur la carrière | Total sur la carrière | 1           | -           | -                     | -                     | 1     | 0     |

## Carrière internationale
Clément Robyn compte deux convocations en équipe nationale belge, pour autant de matches joués. Il dispute son premier match avec les « Diables Rouges » le 30 avril 1905 lors du premier match amical de la Belgique face aux Pays-Bas. Il joue un second match international deux ans plus tard contre la France.
Le tableau ci-dessous reprend toutes les sélections de Clément Robyn. Le score de la Belgique est toujours indiqué en gras.
| Date       | Compétition  | Adversaire | Lieu      | Score | Remarque |
| ---------- | ------------ | ---------- | --------- | ----- | -------- |
| 30/04/1905 | Match amical | Pays-Bas   | Anvers    | 1-4   |          |
| 21/04/1907 | Match amical | France     | Bruxelles | 1-2   |          |